# Волчково
Волчково (пол. Wołczkowo) — село в Польщі, у гміні Добра Полицького повіту Західнопоморського воєводства.
Населення — 1428 осіб (2011).

## Демографія
Демографічна структура станом на 31 березня 2011 року:
|          | Загалом | Допрацездатний вік | Працездатний вік | Постпрацездатний вік |
| -------- | ------- | ------------------ | ---------------- | -------------------- |
| Чоловіки | 680     | 173                | 473              | 34                   |
| Жінки    | 748     | 171                | 466              | 111                  |
| Разом    | 1428    | 344                | 939              | 145                  |